# The Wolf Man (1924)
The Wolf Man is een stomme film uit 1924 onder regie van Edmund Mortimer. Er wordt vermoed dat de film verloren is gegaan; het is niet bekend of er nog kopieën van bestaan. Hoewel de film matig werd ontvangen, werd hoofdrolspeler John Gilbert opgemerkt door Irving Thalberg. Niet veel later kreeg hij een contract bij de studio Metro-Goldwyn-Mayer en werd nog regelmatig tegenover tegenspeelster Norma Shearer gecast.

## Plot
Gerald Stanley is een typische Engelse heer. Hij is verloofd met Beatrice Joyce. Zijn broer is stiekem verliefd op haar en doet er alles aan Beatrice voor zich te winnen. Gerald is een alcoholist die controle over zichzelf verliest wanneer hij drinkt. Zijn broer maakt hier gebruikt van en vertelt Gerald dat hij in een dronken bui de broer van Beatrice heeft vermoord.
Gerald schrikt hiervan en vlucht uit Engeland naar Quebec. Hij is vastberaden de rest van zijn leven nuchter te blijven. Echter, als hij te horen krijgt dat zijn broer is getrouwd met Beatrice, verwerkt hij dit nieuws via alcohol. Hij verliest zijn zelfbeheersing en ontvoert in een saloon de jongedame Elizabeth Gordon. Zij is verdwaald na een wandeling in de bossen.
Hij vlucht voor de politie door in een kano te stappen en over een wilde rivier te varen. Ondertussen wordt hij weer nuchter en biedt zijn verontschuldigingen aan Elizabeth aan. Ze leren elkaar kennen en ze wordt uiteindelijk verliefd op Gerald. Ze krijgen een relatie en hij ontdekt later dat de broer van Beatrice nooit is vermoord.

## Rolbezetting
| Acteur          | Personage               |
| --------------- | ----------------------- |
| John Gilbert    | Gerald Stanley          |
| Norma Shearer   | Elizabeth Gordon        |
| Alma Francis    | Beatrice Joyce          |
| George Barraud  | Lord Rothstein          |
| Eugene Pallette | Pierre                  |
| Edgar Norton    | Sir Reginald Stackpoole |